# Kraljski Dalmatin
Kraljski (Kraglski) Dalmatin, prve su novine na hrvatskome jeziku (12. srpnja 1806. – 1. travnja 1810.).

## Povijest
Prvi broj novina «Il Regio Dalmata – Kraglski Dalmatin» tiskan je dana 12. srpnja 1806. godine. Tadašnja je francuska uprava za svoju novu pokrajinu pokrenula dvojezični službeni list. Odluku o pokretanju lista za Dalmaciju donio je sam car Napoleon i to pod prvotno određenim imenom Dalmata Veneto. Po vremenu izlaženja list je bio tjednik, čija je svaka stranica bila podijeljena na dva stupca. Na lijevoj je strani tiskan tekst na talijanskom jeziku, a na desnoj hrvatski tekst. Svaki broj imao je po osam stranica, a format je promijenio u dva navrata. Od prvog je broja izlazio subotom i tiskan je u tiskari Antona Luigia Battare u Zadru.
List je čitateljima već u prvom broju jasno dao do znanja da će talijanske tekstove (taliansko skazanje) prevesti na hrvatski jezik, jasno nazivajući hrvatski jezik njegovim pravim imenom (slauni Arvazki jezik).
Od 31. prosinca 1807. do 25. kolovoza 1809. list je izlazio petkom, no tada se počinje neredovito tiskati. Razlog tomu bili su austrijsko-francuski sukobi u tadašnjoj Dalmaciji. Neredovitost izlaženja lista posebno se očituje od Schönbrunnskog mira 14. listopada 1809., kojim je Austrija izgubila svoje povijesne pokrajine i čime počinje osnivanje Ilirskih provincija sa sjedištem u Ljubljani. Konačnim osnivanjem provincije i prenošenjem sjedišta uprave u Ljubljanu, Zadar je prestao biti glavni grad, a list je izgubio prvobitno značenje kao glasilo francuskih vlasti u okupiranim i anektiranim područjima.
List je izlazio u nakladi od 600 primjeraka, a godišnja pretplata iznosila je 12 mletačkih libara. Pretplata se mogla izvršiti i na tri, četiri i šest mjeseci, a pojedinačni je broj u prodaji stajao pet mletačkih soldina. List je imao prvenstveno propagandistički značaj, kao sredstvo za pridobivanje naklonosti tadašnje javnosti za Napoleonovu upravu na ovim prostorima, a objavljivao je službena priopćenja i razne upute i naredbe. Upute su se mahom odnosile na unaprijeđenja u gospodarstvu.
Teme koje je list pokrivao bili su članci iz područja demografije, gospodarstva, kulture, naobrazbe, odgoja, politike, poljodjelstva, povijesti, prava, religije, vojnih znanosti i zakonodavstva.
Do ukidanja lista dolazi 1. travnja 1810. godine, pa su tako prve novine na hrvatskom jeziku izlazile samo tri godine, osam mjeseci i dvanaest dana. Ukupno je izišlo 176 brojeva "Kraljskog Dalmatina", i to na 1392 stranice.
Prvi urednik "Kraljskog Dalmatina" je bio dominikanac Nikola Dominik Budrović. On je bio ujedno i novinarom i prevoditeljem tog lista. Autor je prve vijesti na hrvatskom jeziku objavljene u novinama. To je bila vijest iz srpnja 1806. o oslobađanju Dubrovnika od opsade te radosti građana zbog tog.
List su uređivali i pisac i publicist Bartolomeo Benincasa, zatim istaknuti hrvatski intelektualac iz Zadra Ivan Kreljanović Albinoni, a još su prevodili zadarski franjevci Andrija Kadčić, Paško Jukić. i Nikola Sandrić.
U Kraljskom je Dalmatinu objavljena i prva novinska recenzija jedne knjige. To je bilo u br. 38 iz 1808. u kojoj je prikazana hrvatska gramatika Grammatica della lingua illirica Franje Marije Appendinija.
O Kraljskom je Dalmatinu Petar Karlić 1912. objavio monografiju.

## Utjecaj na hrvatski preporod
Zbog činjenice da je list tiskan na hrvatskom jeziku, "Kraljski Dalmatin" je bio dosta čitan među hrvatskim stanovništvom, rušeći duboko usađene predrasude određenih društvenih krugova, predrasude o hrvatskom jeziku kao manje vrijednom. Sama ova činjenica je uvelike pridonijela hrvatskom nacionalnom buđenju u Dalmaciji.
Kraljski je Dalmatin sudjelovao u stvaranju hrvatskog stručnog nazivlja na mjestima gdje to tada nije postojala hrvatska riječ. Njegovi su prevoditelji stvorili ove hrvatske riječi: filozof - mudroznanac, retorika - liposlovka, harmonija - skladnoglasje, elokvencija - hitroslovlje, akademija - mudroskupština, licej - mudroučionica, agrikultura - težaštvo, teatar - prikazalište, religija - bogoštovije, skretar - otajnik (tajnik), reforma - prinaprava i tako dalje.

## Kasnija izdavačka povijest u Zadru
Bogata zadarska tradicija izdavaštva nastavlja se 1832. godine pokretanjem novina na talijanskom i njemačkom jeziku «La Gazzetta di Zara», te novina na hrvatskom jeziku «Zora dalmatinska» iz 1844. godine. Od 1. ožujka 1862. godine u Zadru izlazi i «Narodni list» - najstarija živuća hrvatska novina.